# Malanje (stad)
Malanje is de hoofdstad van de provincie Malanje in Angola. Het is het eindpunt van een spoorlijn naar de Angolese hoofdstad Luanda. 
De bevolking bestaat voornamelijk uit leden van de Mbundu.
Sinds het midden van de 20e eeuw zetelen er zowel een katholieke als een methodistische bisschop; sinds 2009/2010 is er een universiteit, de Universidade Lueij A'Nkonda.

## Geografie

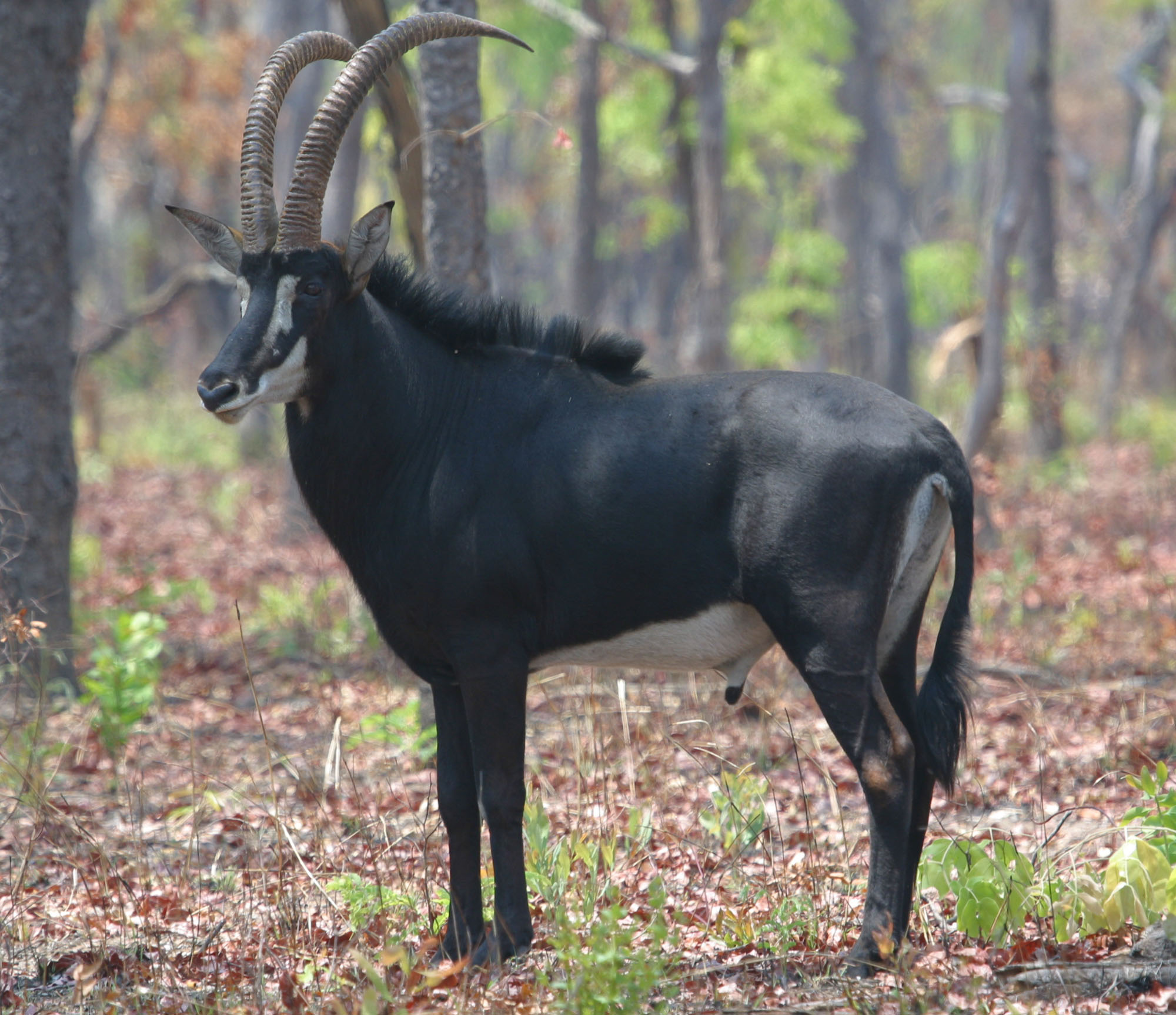
Reuzensabelantilope

Malanje ligt op een hoogte van 1150 meter boven zeeniveau, 20 km ten noorden van de Lucalarivier.
In de omgeving worden katoen, koffie en maïs verbouwd. Malanje heeft een tropisch savanneklimaat met een droge periode van juni t/m augustus.
Nabij de stad ligt het Cangandala National Park, door de Portugese autoriteiten ingesteld in juni 1970 om de in 1963 ontdekte reuzensabelantilope te beschermen. In de stad ligt het bezienswaardige Forte de Cabatuquila.

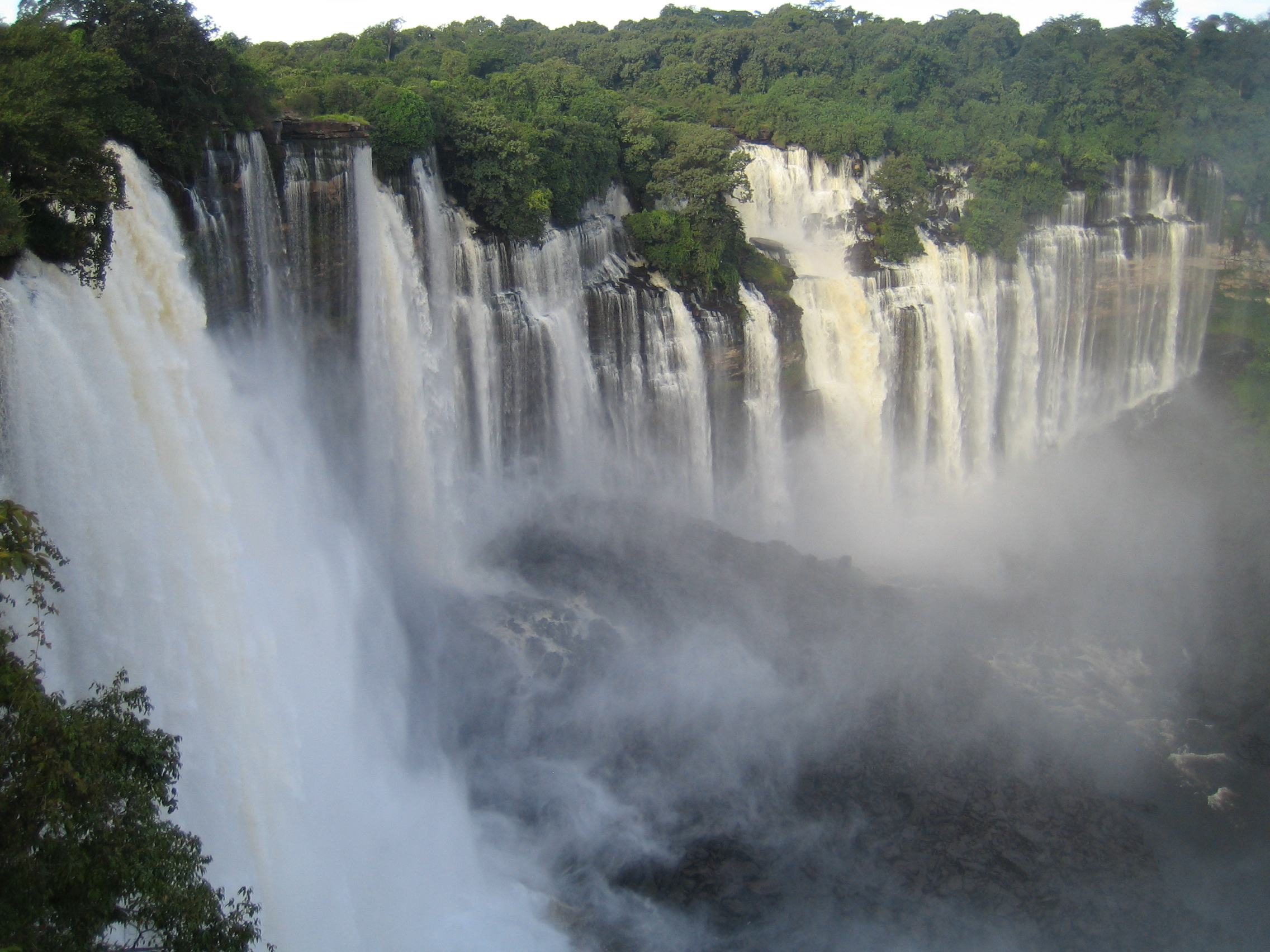
Waterval in de Lucala-rivier

## Bestuur
Malanje is hoofdstad van de provincie Malanje. In de stad zetelt het bestuur van de gelijknamige stedenkring (Município), die bestaat uit:
- Cambaxe
- Malanje
- Ngola Luige
- Quimbamba

Volgens de volkstelling van 2014 bedroeg het aantal inwoners van de hele município Malanje 507.000 personen; voor 2018 werd een geschat aantal verwacht van 569.000.

## Verkeer

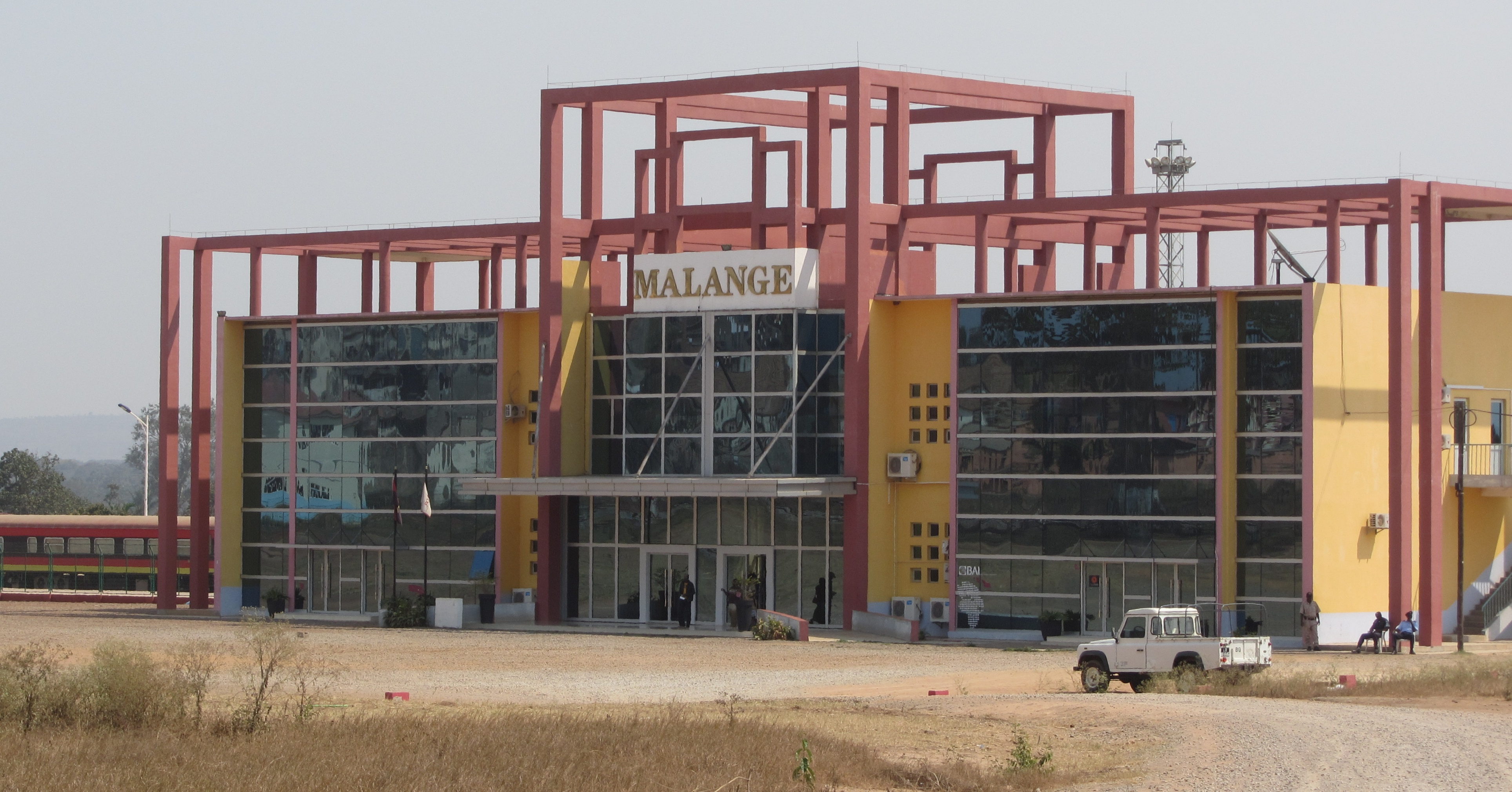
Het nieuwe station van Malanje (2011)

Malanje is via de Luanda-spoorweg verbonden met de hoofdstad Luanda. Na de burgeroorlog (1975-2002) is deze verbinding in januari 2011 weer in gebruik genomen. 
Malanje beschikt over een vliegveld met IATA-code MEG en ICAO-code FNMA.

## Geboren
- Alexandre do Nascimento (1925-2024), aartsbisschop van Luanda (1986-2001)
- Antônio Lebo Lebo (29 maart 1977), voetballer
- Luis Pedro da Silva Ferreira (6 januari 1992), voetballer